# 西山芯太
西山 芯太（にしやま しんた、2014年12月2日 - ）は、東京都渋谷区出身のサッカー選手。FCバルセロナのユースアカデミー所属。ポジションはFP（フィールドプレイヤー）。

## クラブ経歴
幼少期から、神奈川県にあるサッカークラブ「FC PORTA」に所属し、2021年には横浜FCのユースアカデミーに所属していた。
2023年、家族の仕事の都合によりスペインに移住し、カタルーニャ州にあるサッカークラブ「CF Damm」に加入した[要出典]。リーグ戦30試合54ゴール、24アシストの活躍で、FCバルセロナから関心を受けた。
2024年、9歳ながらFCバルセロナに加入し、ユースチームに配属された。9月21日、ユースリーグ開幕戦に先発出場し、前半25分にリーグ戦初出場＆初ゴールを決める活躍を見せた。

## エピソード
好きなサッカー選手はリオネル・メッシと話している[要出典]。
めざましテレビに出演した。
2024年9月3日、株式会社NEWGREENが西山芯太のオフィシャルお米スポンサーに就任した。